# Janssen & Schmilinsky

Stapellauf der Fairplay IX bei Janssen & Schmilinsky 1910

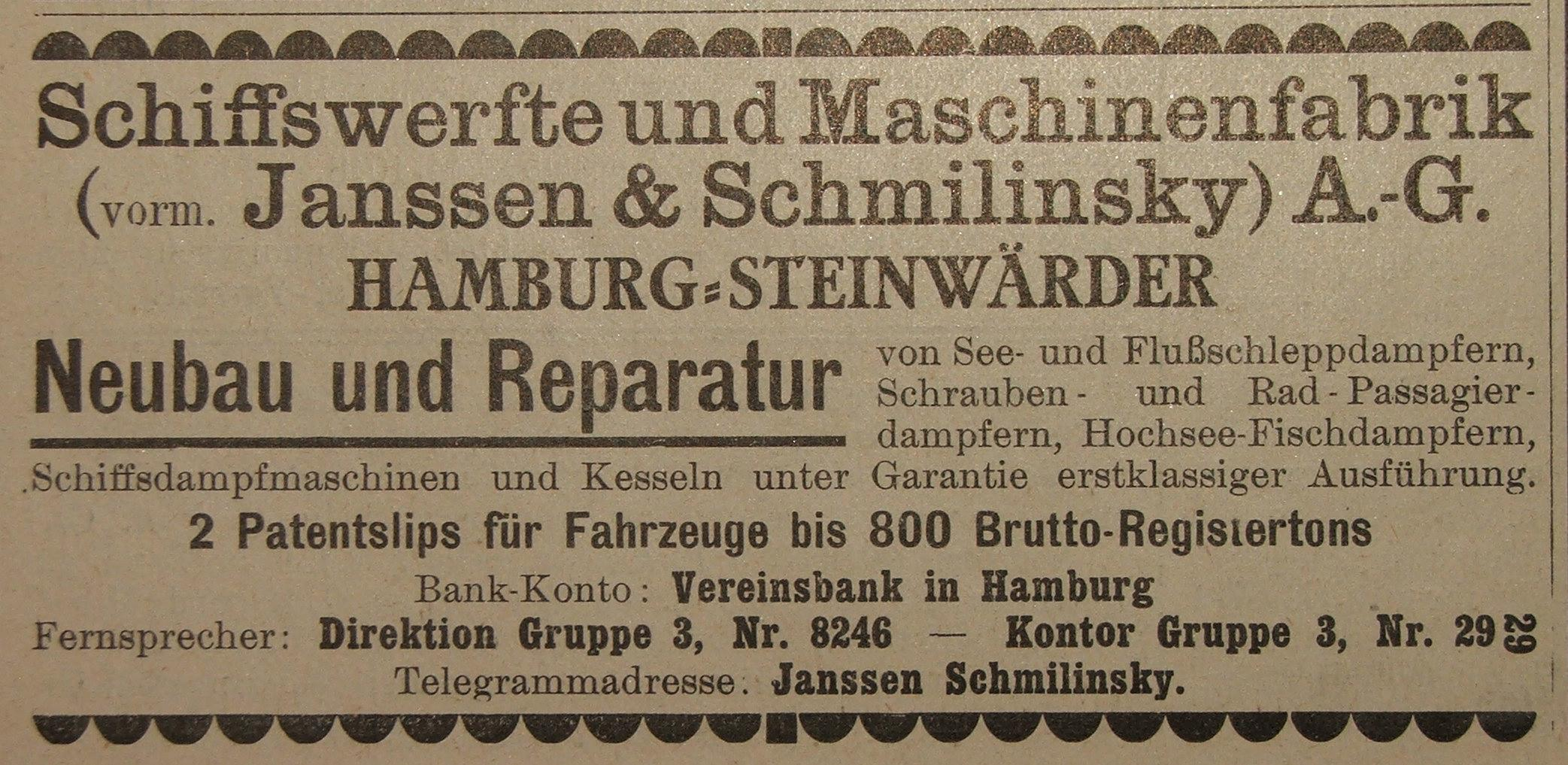
Werbung der Werft Janssen & Schmilinsky in der Fachzeitschrift Hansa von 1913

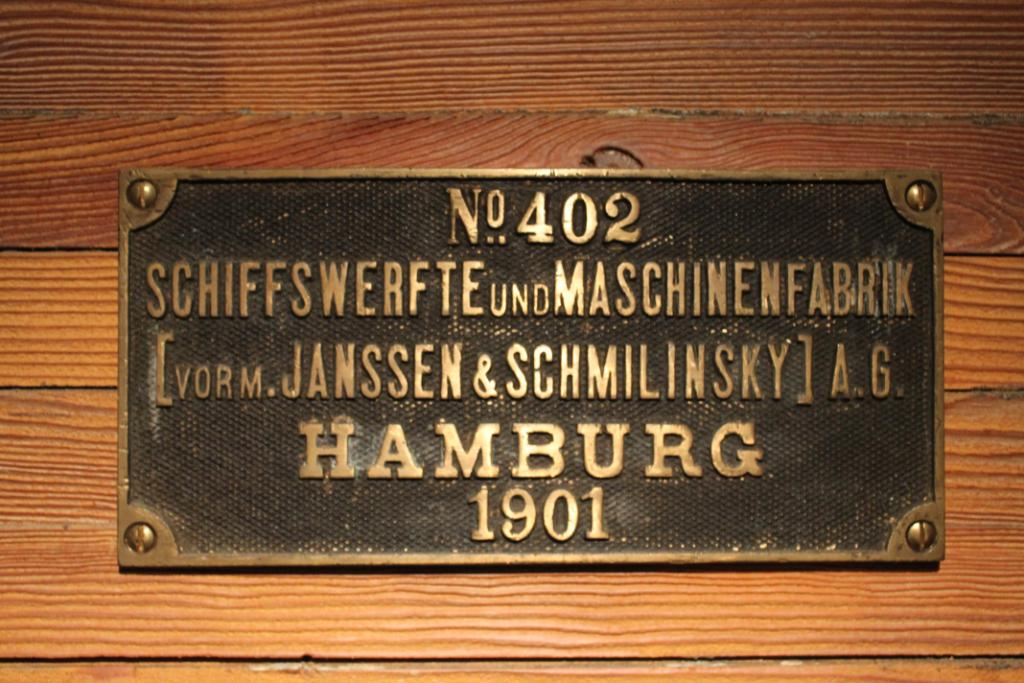
Werftplakette des Schleppdampfers Caroline (Baunummer 402)

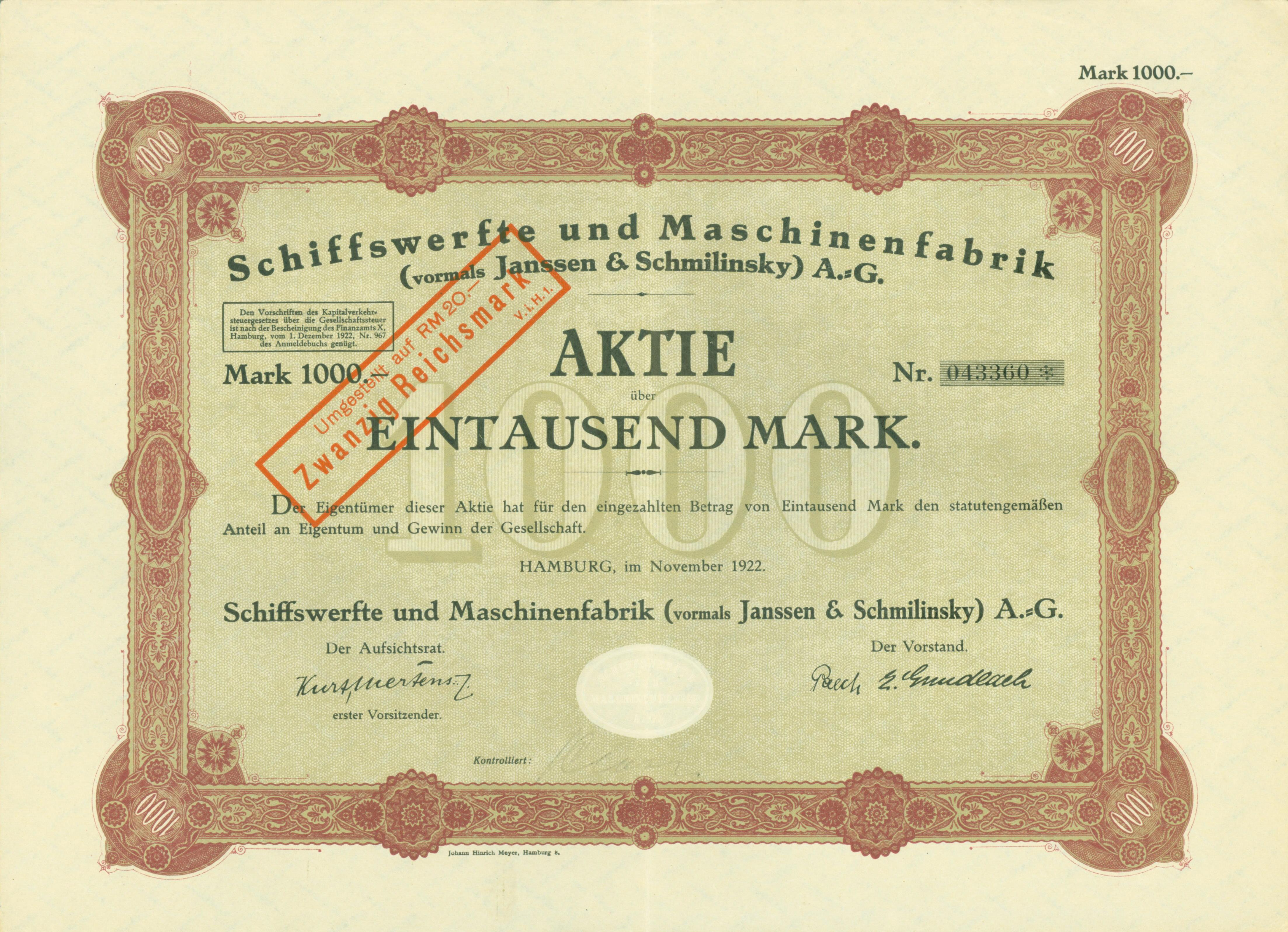
Aktie über 1000 Mark der Schiffswerfte und Maschinenfabrik (vormals Janssen & Schmilinsky) AG vom November 1922

Janssen & Schmilinsky war eine Werft und Maschinenbaufabrik in Hamburg-Steinwerder, die von 1858 bis 1929 bestand. Um 1900 gehörte sie zu den größten Schiffbauunternehmen im Hamburger Hafen.

## Geschichte
Janssen & Schmilinsky wurde 1858 durch die Schiffbauer J.C. Janssen und J.F. Schmilinsky auf der südlichen Elbseite am Schanzenweg in Steinwerder gegründet. Das Gelände ist heute Teil von Blohm + Voss. Sie war die erste Werft in Hamburg, die ausschließlich Eisenschiffbau betrieb, dabei spezialisierte sie sich auf den Umbau von Fracht- und Fahrgastschiffen, zunächst insbesondere für die Binnenschifffahrt, später auch für Hochseefischerei und Küstenfahrt. Am Standort Schanzenweg verfügte die Werft über zwei Helgen von 45 Metern Länge und drei kleinere Hellinge von bis zu 28 Meter Länge sowie zwei Slipanlagen. Um 1890 wurde sie zur Aktiengesellschaft umgewandelt, firmierte unter Schiffswerfte & Maschinenfabrik AG und war eine der acht größten Werften in Hamburg. Bis 1914 ist der Bau von etwa 500 Schiffe verzeichnet.
1917 errichtete das Unternehmen am Tollerort gegenüber den Kaiserhäfen eine zweite Werft. An dem Gelände am Schanzenweg hatte Blohm & Voss Interesse wegen des geplanten Baus eines U-Boothafens angemeldet. Durch die sich abzeichnende Niederlage Deutschlands im Ersten Weltkrieg wurden diese Pläne nicht realisiert, eine Übernahme des Geländes fand erst einige Jahre später statt. Auf der neuen Werft am Tollerort wurden Anlagen für größere Schiffe installiert, unter anderem ein Dock von etwa 100 Metern Länge, das Schiffe bis zu etwa 3500 Tonnen Tragfähigkeit aufnehmen konnte, sowie zwei elektrische Slipanlagen für Schiffe bis 75 Meter Länge und 1300 Tonnen Tragfähigkeit.
In der Weltwirtschaftskrise Ende der 1920er Jahre gingen die Schiffswerfte & Maschinenfabrik AG vormals Janssen & Schmilinsky in Konkurs. Der Betrieb am Tollerort wurde zum 1. Januar 1929 von den Howaldtswerken Kiel übernommen und unter dem Namen Howaldtswerke AG, Kiel, Abteilung vormals Janssen & Schmilinsky weitergeführt. Zusammen mit dem benachbarten Gelände der ehemaligen Vulkan-Werft am Rosshafen, 1930 von den Howaldtswerken gekauft, entstand die Howaldtswerft Hamburg.

## Schiffsbauten
- Fairplay, erbaut 1895, erster Hafenschlepper der Fairplay Reederei unter diesem Namen, es folgten 1897 die Fairplay II und III, 1899 Fairplay IV, 1901 Fairplay VI, 1910 Fairplay IX, 1911 Fairplay X, 1912 Fairplay XI, 1922 Fairplay XIV und 1923 die Fairplay XV.
- Herzog Friedrich, 1901 erbaut und zunächst auf der Schlei eingesetzt, später zu militärischen Zwecken genutzt, im Zweiten Weltkrieg gesunken, danach gehoben und repariert, mittlerweile als Viktoria bei Hamburger Hafenrundfahrten im Einsatz.
- Schaarhörn, Peil- und Bereisungsdampfer, erbaut 1908, bis 1914 Repräsentationsdampfer des Hamburger Senats, heute betriebsfähig restauriert, Liegeplatz in Hamburg am Anleger Elbstraße[4]
- Alexandra, Salondampfer, erbaut 1908, heute Ausflugsschiff im Hafen Flensburg (Schiffbrücke 22)
- Tiger, Schleppdampfer, 1910 in Dienst gestellt, betriebsfähig erhalten im Hamburger Museumshafen Oevelgönne.
- Trumao, Frachtdampfer während des Bürgerkriegs von 1891 in Chile.[5]
- Hafenschlepper Crocus, erbaut 1898, erhalten als Sportboot Wiking in Hamburg
- Dampfschlepper Orion, erbaut 1924; Jetzt „Bertus Freede“
- Salondampfer Nordfriesland, 1927 für die Wyker Dampfschiffs-Reederei in Dienst gestellt und 1967 in Holland abgebrochen.